# Resolutie 2161 Veiligheidsraad Verenigde Naties
Resolutie 2161 van de Veiligheidsraad van de Verenigde Naties werd met unanimiteit aangenomen door de VN-Veiligheidsraad op 17 juni 2014. De resolutie verlengde de mandaten van de ombudsman en het waarnemingsteam verbonden aan het sanctiecomité, gaf richtlijnen voor hun werking en somde hun verantwoordelijkheden op.

## Achtergrond
In de nasleep van de terreuraanslagen op 11 september 2001 waren sancties opgelegd tegen Al Qaida, dat de aanslagen had gepleegd, en de Taliban, die destijds Afghanistan bestuurden en Al Qaida steunden. De sancties hielden de bevriezing van banktegoeden, een inreisverbod en een wapenembargo in. In 2011 werden de sancties tegen beide groeperingen losgekoppeld en kreeg Al Qaida een eigen sanctieregime.

## Inhoud
Personen en organisaties verwant aan Al Qaida of die Al Qaida steunden of bevoorraden werden opgelijst. Alle landen moesten fondsen en bezittingen van de entiteiten op deze lijst bevriezen, hen de toegang tot hun grondgebied ontzeggen en een wapenembargo opleggen. Steun aan behelsde ook misdaadgeld uit onder meer de productie van en handel in drugs.
Onder bevriezen van fondsen en bezittingen werden ook het voorzien van webhosting ter ondersteuning van Al Qaida, reiskosten en het betalen van losgeld verstaan. Op aanvraag werden er wel uitzonderingen op het reisverbod toegestaan; bijvoorbeeld om te voldoen aan godsdienstige verplichtingen.
De lidstaten werden opgeroepen te werken aan het afsnijden van Al Qaida's financiële middelen en het bestaan van de sanctielijst te promoten. Ook moesten ze hun inwoners en bedrijven aanmanen tot waakzaamheid om te voorkomen dat Al Qaida aan explosieven of stoffen om ze te maken kon komen.
Het mandaat van de ombudsman die met resolutie 1904 in het leven was geroepen, en dat in juni 2015 afliep, werd met dertig maanden verlengd. Men moest zich tot deze ombudsman richten met een aanvraag om van de sanctielijst te worden geschrapt.
Ook het mandaat van het waarnemingsteam dat het sanctiecomité en de ombudsman bijstond werd met eenzelfde periode verlengd. Dit team verzamelde informatie over schendingen van de sancties, speelde die door aan het comité en stelde ook een gepaste reactie voor.

## Verwante resoluties
- Resolutie 2145 Veiligheidsraad Verenigde Naties
- Resolutie 2160 Veiligheidsraad Verenigde Naties
- Resolutie 2189 Veiligheidsraad Verenigde Naties
- Resolutie 2210 Veiligheidsraad Verenigde Naties (2015)

Lijst ·  2133 ·  2134 ·  2135 ·  2136 ·  2137 ·  2138 ·  2139 ·  2140 ·  2141 ·  2142 ·  2143 ·  2144 ·  2145 ·  2146 ·  2147 ·  2148 ·  2149 ·  2150 ·  2151 ·  2152 ·  2153 ·  2154 ·  2155 ·  2156 ·  2157 ·  2158 ·  2159 ·  2160 ·  2161 ·  2162 ·  2163 ·  2164 ·  2165 ·  2166 ·  2167 ·  2168 ·  2169 ·  2170 ·  2171 ·  2172 ·  2173 ·  2174 ·  2175 ·  2176 ·  2177 ·  2178 ·  2179 ·  2180 ·  2181 ·  2182 ·  2183 ·  2184 ·  2185 ·  2186 ·  2187 ·  2188 ·  2189 ·  2190 ·  2191 ·  2192 ·  2193 ·  2194 ·  2195